# Kanton Argenteuil-1
Kanton Argenteuil-1 (fr. Canton d'Argenteuil-1) je francouzský kanton v departementu Val-d'Oise v regionu Île-de-France. Tvoří ho dvě obce a část města Argenteuil. Zřízen byl v roce 2015.

## Obce kantonu
- Argenteuil (část)
- Saint-Gratien
- Sannois